# Bulbophyllum acuminatum
Bulbophyllum calyptratum es una especie de orquídea epifita originaria de Asia.

## Descripción
Es una orquídea de pequeño a mediano tamaño, con hábitos epifita con globosos pseudobulbos cónicos que llevan una sola hoja, apical, delgada, reduciéndose igualmente desde el vértice bilobulado. Florece en una inflorescencia basal, delgada, de 20 cm de largo, con unas pocas a varias flores en una umbela apical que se produce a finales de la primavera y está mejor montada o puesta en una cesta de listones de madera.

## Distribución y hábitat
Se encuentra en Tailandia, Birmania y Península de Malasia en los bosques a elevaciones desde el nivel del mar a 600 metros. 

## Taxonomía
Bulbophyllum acuminatum fue descrita por (Ridl.) Ridl.  y publicado en Materials for a Flora of the Malayan Peninsula 1: 81. 1907.
Etimología
Bulbophyllum: nombre genérico que se refiere a la forma de las hojas que es bulbosa.
acuminatum: epíteto latino que significa "gradualmente afilada".
Sinonimia
- Bulbophyllum semibifidum (Ridl.) Ridl.
- Bulbophyllum stenophyllum Ridl.
- Cirrhopetalum acuminatum Ridl.
- Cirrhopetalum linearifolium Ridl.
- Cirrhopetalum semibifidum Ridl.[1][4][5]